# Agenvillers
Agenvillers település Franciaországban, Somme megyében. Lakosainak száma 231 fő (2022. január 1.). Agenvillers Domvast, Canchy, Gapennes, Millencourt-en-Ponthieu és Neuilly-l’Hôpital községekkel határos.

## Népesség
A település népességének változása:
| Lakosok száma | 224  | 205  | 198  | 191  | 198  | 207  | 228  | 253  | 263  | 231  |
|               | 1968 | 1982 | 1990 | 2006 | 2013 | 2015 | 2017 | 2019 | 2020 | 2022 |